# هارولد هيكت
هارولد هيكت (بالإنجليزية: Harold Hecht)‏ (و. 1907 – 1985 م) هو منتج أفلام، وممثل مسرحي، ومصمم رقص، ووكيل مواهب، ووكيل أدبي، ومخرج مسرحي، ومخرج أفلام، ومنتج مسرحي ‏ أمريكي، ولد في مانهاتن، توفي في بيفرلي هيلز كاليفورنيا، عن عمر يناهز 78 عاماً، بسبب سرطان.

## التعليم
تعلم في American Laboratory Theatre ‏
.

## جوائز وترشيحات
حصل على جوائز منها:
- جائزة الأوسكار لأفضل فيلم، عن عمل: مارتي
- السعفة الذهبية، عن عمل: مارتي

ترشح لـ:
- جائزة الأوسكار لأفضل فيلم، عن عمل: مارتي
- جائزة الأوسكار لأفضل فيلم، عن عمل: طاولات منفصلة
- Tony Award for Best Play [الإنجليزية]‏، عن عمل: Separate Tables [الإنجليزية]‏.

## وصلات خارجية
- هارولد هيكت على موقع IMDb (الإنجليزية)
- هارولد هيكت على موقع ميوزك برينز (الإنجليزية)
- هارولد هيكت على موقع قاعدة بيانات برودواي على الإنترنت (الإنجليزية)
- هارولد هيكت على موقع قاعدة بيانات الفيلم (الإنجليزية)
- هارولد هيكت في قاعدة بيانات الأفلام على الإنترنت